# Cocamiddiethanolamin
Cocamiddiethanolamin (Kokosnussöl-Diethanolamin-Kondensat) ist eine Mischung von Diethanolamiden der Fettsäuren die in Kokosnussöl enthalten sind. Hauptbestandteil ist mit 48,2 % Laurinsäurediethanolamid und die Diethanolamide der Myristinsäure (18 %), Palmitinsäure (8,5 %), Caprylsäure (8 %), Caprinsäure (7 %), Ölsäure (6 %), Stearinsäure (2,3 %) und Linolsäure (2 %).

## Vorkommen
Cocamiddiethanolamin wurde als Verunreinigung in Küstengewässern und Abwässern nachgewiesen.

## Gewinnung und Darstellung
Cocamiddiethanolamin wird durch eine Kondensationsreaktion bei einem Molverhältnis von 1:1 oder 1:2 der entsprechenden Fettsäuren (Methylcocoat, Kokosöl, Kokosnusssäuren oder behandelte Kokosfettsäuren) mit Diethanolamin bei Temperaturen von bis zu 170 °C und in Gegenwart eines alkalischen Katalysators hergestellt.

## Eigenschaften
Cocamiddiethanolamin ist in verschiedenen Qualitäten erhältlich, die sich durch das molare Verhältnis von Kokosnussöl-Methylester und Diethanolamin unterscheiden, das bei der Herstellung verwendet wird. Das reinste Produkt erhält man bei einem molaren Verhältnis von 1:1. Freies Diethanolamin ist im Endprodukt in Konzentrationen von 4 bis 8,5 % enthalten. Es wurden jedoch auch stärkere Verunreinigungen wie Diethanolamin (18,2 %), Alkanolamide ungesättigter Säuren, Aminsalze der Säuren und N-Nitrosodiethanolamin (219 ppb) nachgewiesen.

## Verwendung
Fettsäurediethanolamide, darunter auch Cocamiddiethanolamin, sind in der Kosmetikprodukten (zum Beispiel Badeöl, Shampoo, Conditioner, Lippenstift und Haarfärbemittel) weit verbreitet. Die Konzentration des Diethanolamids in diesen Zubereitungen reichte von 1 bis 25 %. Zu den nichtkosmetischen Anwendungen gehört die Verwendung als Tensid in leichten Reinigungsmitteln und Geschirrspülmitteln sowie als Entfärbungsmittel für Baumwollsaat.
Es wird auch als Korrosionsschutzmittel in löslichen, halbsynthetischen und synthetischen Metallbearbeitungsflüssigkeiten auf Wasserbasis und in Poliermitteln verwendet, sowie als antistatisches Mittel in Kunststoffen eingesetzt. Zum Beispiel in Polyethylenfolien für die Alterung von Lebensmittelverpackungen und starrem Polyvinylchlorid. Es wurde auch in Kombination mit Metallsalzen als Antistatikum für Polystyrol und in schlagfesten Gummi-Polystyrol-Mischungen eingesetzt.